# باب هیز
 باب هیز (انگلیسی: Bob Hayes؛ ۲۰ دسامبر ۱۹۴۲ – ۱۸ سپتامبر ۲۰۰۲) یک ورزشکار اهل ایالات متحده آمریکا بود.